# Christiansborg

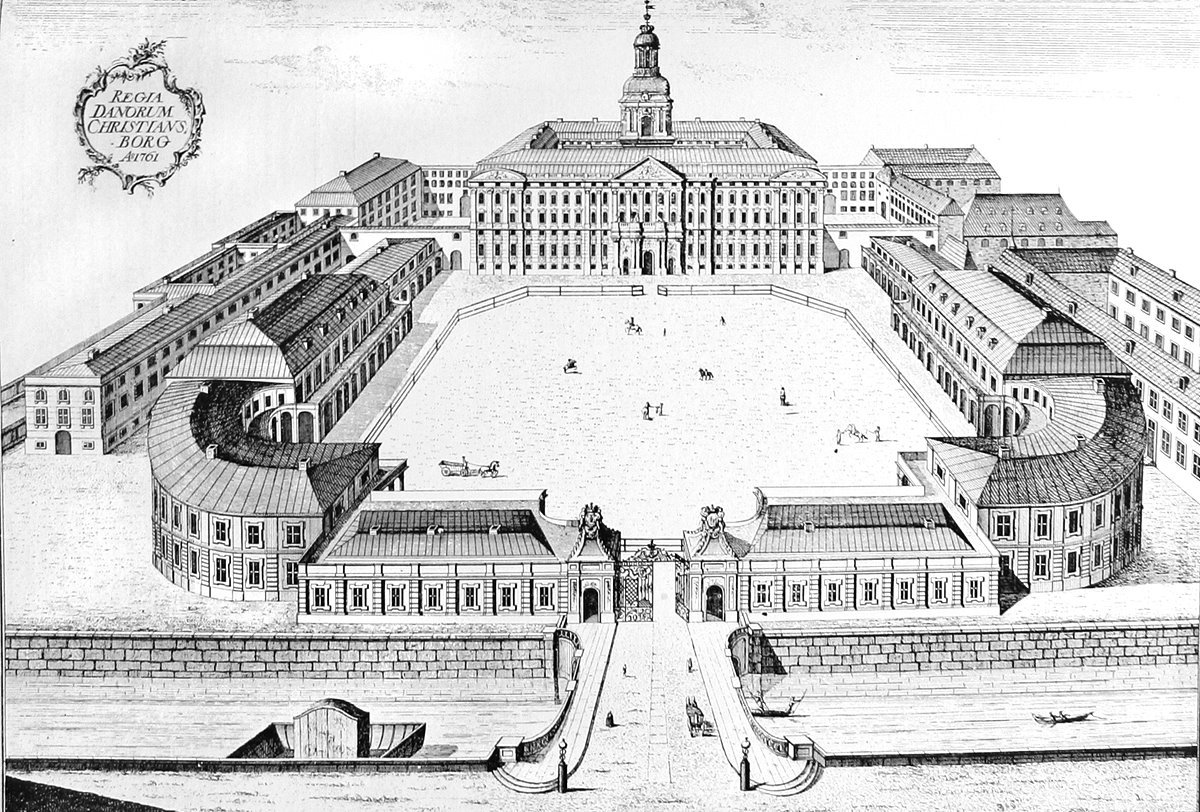
Pierwszy Christiansborg, 1761

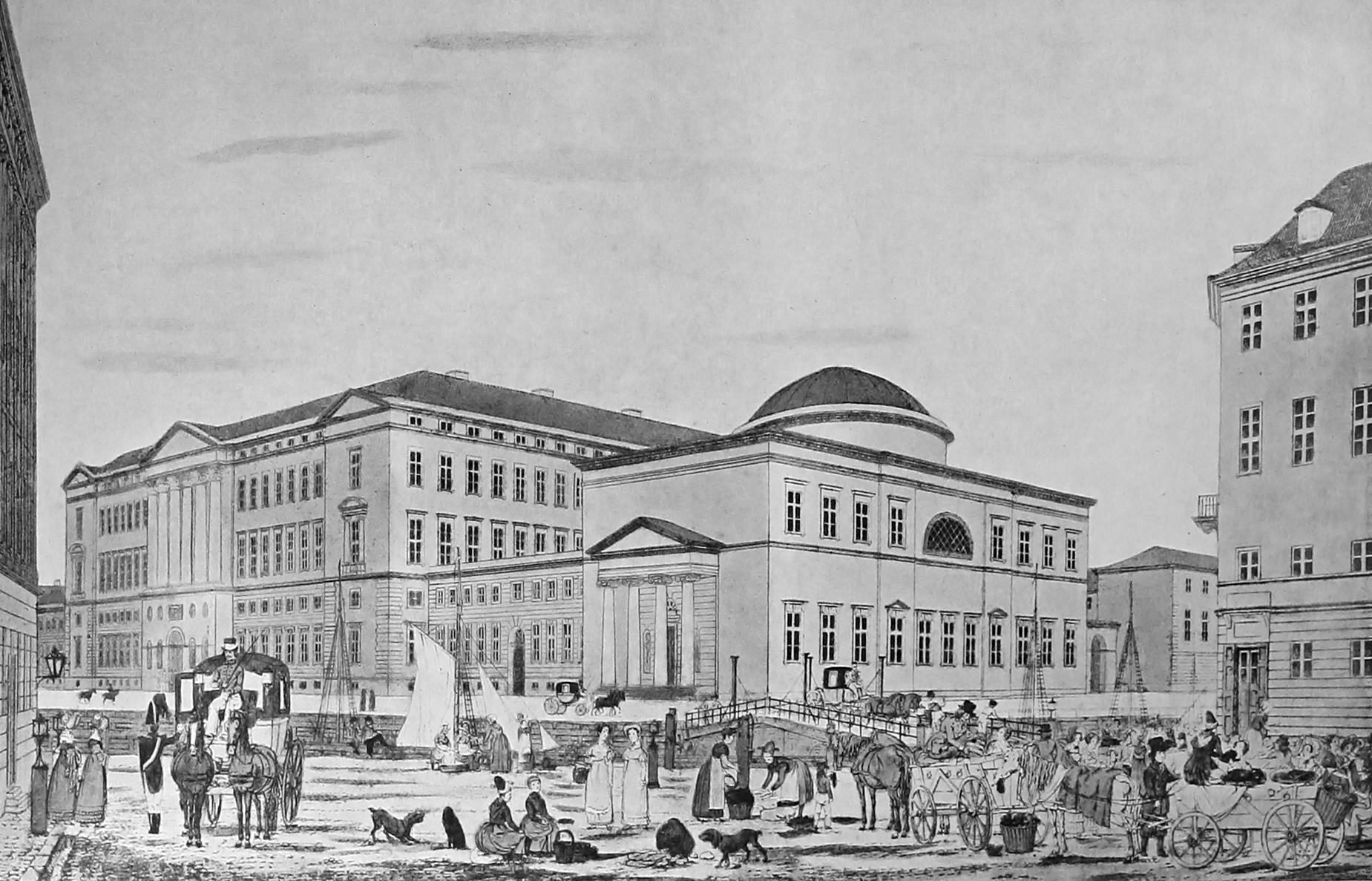
Drugi Christiansborg, 1837

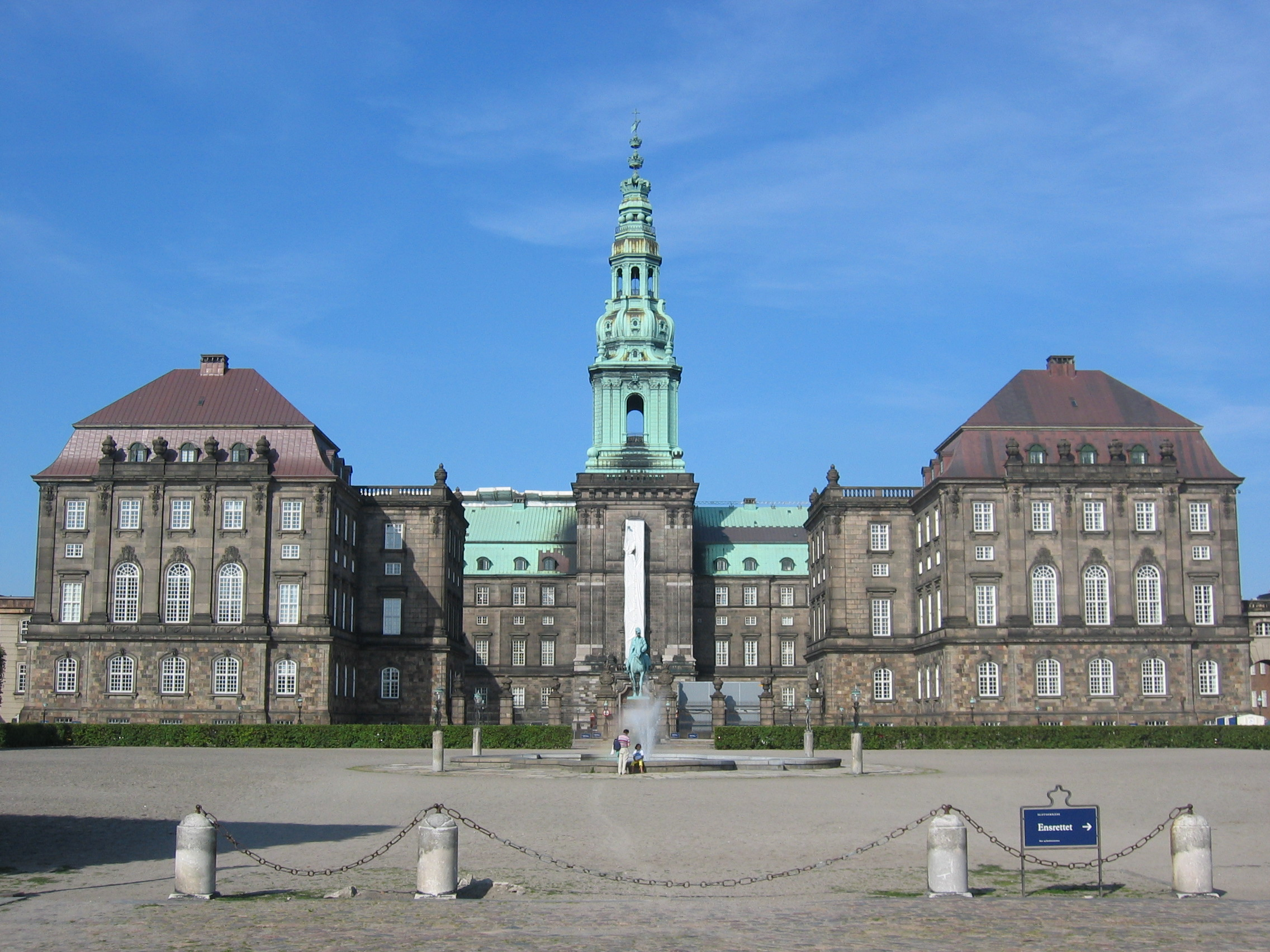
Trzeci Christiansborg

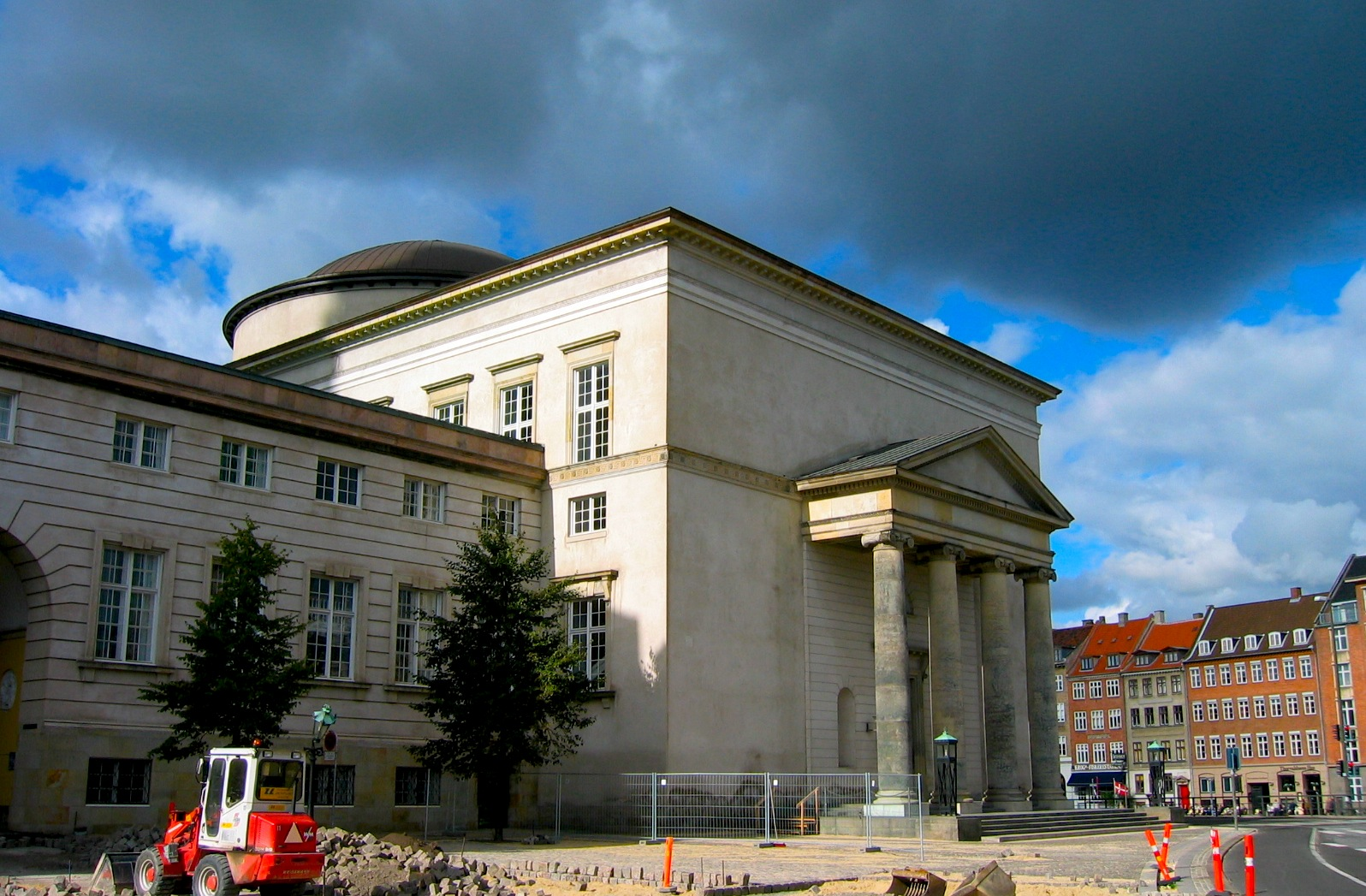
Kościół zamkowy

Christiansborg – dawny zamek królewski i do 1794 roku siedziba królów Danii w Kopenhadze, obecnie mieszcząca parlament duński, Folketing, biura rządu oraz muzea. Zespół zamkowy położony jest na wyspie Slotsholmen („Wysepka Zamkowa”), która w średniowieczu była zalążkiem Kopenhagi.

## Historia
Na miejscu obecnego zamku w 1167 r. powstała twierdza zbudowana przez biskupa Roskilde, Absalona. Zamek wybudowany przez biskupa był otoczony wysokim na 6–7 m murem i składał się z kilku budynków, pośród których był kościół zamkowy. Resztki tej budowli zostały odkryte podczas prac budowlanych w 1907 r. W 1369 r. zamek biskupi został rozebrany, a na jego miejscu postawiono nowy. W 1416 r. zamek przeszedł na własność korony duńskiej i stał się rezydencją królów Danii, którzy przenieśli się do Kopenhagi czyniąc ją miastem stołecznym swojego królestwa. Główną częścią zamku była tzw. Niebieska Wieża (Blåtårn), wokół której znajdowały się inne baszty i budynki zespołu zamkowego, rozbudowywane do początku XVIII w.
Pierwszy Christiansborg
W 1731 r. król Danii Chrystian VI kazał rozebrać stary zamek i na jego miejscu w latach 1733-1766 postawiono nowy, tzw. pierwszy Christiansborg, nazwany imieniem króla. Zamek został wybudowany w stylu baroku wiedeńskiego połączonego z francuskim rokoko według projektu Eliasa Häussera. Budowla powstała na planie kwadratu z wewnętrznym dziedzińcem oraz placem do jazdy konnej od strony południowej. Wystrój wnętrz został zaprojektowany przez najlepszych duńskich architektów, Lauridsa de Thuraha i Nikolaia Eigtveda. Budynek ten padł pastwą płomieni 26 lutego 1794 r., zanim całkowicie zakończono dekorację jego wnętrz, a duńska rodzina królewska przeniosła swoją kopenhaską siedzibę do Amalienborga.
Drugi Christiansborg
Tzw. drugi Christiansborg został zbudowany w latach 1803−1828 według klasycystycznego projektu C. F. Hansena. Prace nad odbudową zostały wstrzymane po zakończeniu wojen napoleońskich, kiedy Państwo Duńskie ogłosiło bankructwo. Kiedy je wznowiono, zamek został odbudowany w stylu klasycystycznym bez uprzednio istniejącej wieży. W podobnym duchu przebudowano kościół zamkowy, w którym w 1767 r. miała miejsce koronacja Chrystiana VII i Karoliny Matyldy. Christiansborg miał ponownie stać się rezydencją królewską, ale poza Fryderykiem VII, który zamieszkał na zamku, wszyscy pozostali duńscy monarchowie wybrali Amalienborg jako miejsce rezydowania. 21 marca 1848 r. Fryderyk VII przyjął w Christiansborgu deputację Magistratu Kopenhagi proszącą o przyjęcie konstytucji, do czego monarcha przychylił się, kończąc tym samym niemal dwa wieki duńskiej monarchii absolutnej. Od 1849 r. Christiansborg jest siedzibą duńskiego parlamentu, Folketingu.
Trzeci Christiansborg
Zamek spłonął ponownie w 1884 r. i został odbudowany w latach 1907−1928 jako tzw. trzeci Christiansborg według projektu architekta Thorvalda Jørgensena, stając się dziełem jego życia. Trzeci Christiansborg odzyskał również wieżę, którą zniesiono w poprzednim projekcie. W nowo odbudowanym zamku przygotowano również apartamenty królewskie, licząc na powrót duńskiej rodziny królewskiej do zamku, ale Chrystian X odrzucił tę propozycję w grudniu 1921 r. wywołując niezadowolenie duńskich parlamentarzystów. W zamku urządzono jednak salę tronową (1933), w której umieszczono trony królewskie uratowane z pożaru Christiansborga w 1884 r. Z balkonu sali tronowej w 1947 r. ogłoszono intronizację Fryderyka IX, w 1972 r. Małgorzaty II, a w 2024 r. Fryderyka X.

## Zespół zamkowy
Zespół zamkowy, oprócz samego zamku, który jest w nim najważniejszym i największym budynkiem, obejmuje również:
- Kościół zamkowy (Christiansborg Slotskirke), odbudowany w obecnej formie w 1826 r. według projektu C. F. Hansena. Szczęśliwym trafem nie spłonął w 1884 r. zachowując pierwotny klasycystyczny wystrój, został jednak uszkodzony w 1992 r. podczas ponownego pożaru[5].
- Plac do jazdy konnej od strony południowej zamku, otoczony rokokowymi pawilonami mieszczącymi m.in. Muzeum Królewskich Stajen i Powozów i Muzeum Teatru.
- Muzeum Thorvaldsena, znajdujące się na tyłach kościoła zamkowego.